# Helen Wyman
Helen Wyman Saunders, född den 4 mars 1981 i St Albans, är en brittisk tidigare tävlingscyklist som var specialist på cykelcross, i vilket hon blev dubbel europamästare (2012 och 2013) och tiofaldig brittisk mästare. Även ett VM-brons 2014 och två andraplatser totalt i Trofee veldrijden (2012/2013 och 2013/2014) bör nämnas. Hon körde även landsvägslopp, där en tredjeplats vid de brittiska mästerskapen 2007 blev hennes främsta merit.
Efter säsongen 2018/2019, då Wyman avslutade sin aktiva karriär, har hon bland annat varit expertkommentator vid tv-sända cykelcrosstävlingar.

## Meriter – cykelcross
| SäsongTävling          | 2000 2001 | 2001 2002 | 2002 2003 | 2003 2004 | 2004 2005 | 2005 2006 | 2006 2007 | 2007 2008 | 2008 2009 | 2009 2010 | 2010 2011 | 2011 2012 | 2012 2013 | 2013 2014 | 2014 2015 | 2015 2016 | 2016 2017 | 2017 2018 | 2018 2019 |
| ---------------------- | --------- | --------- | --------- | --------- | --------- | --------- | --------- | --------- | --------- | --------- | --------- | --------- | --------- | --------- | --------- | --------- | --------- | --------- | --------- |
| Världsmästerskapen     | –         | –         | –         | 24        | 23        | 5         | 9         | 18        | 16        | 23        | 12        | 13        | 13        |           | 7         | 11        | 16        | 13        | 15        |
| Europamästerskapen     | X         | X         | X         | –         | 4         | 8         | 6         | 7         | 8         |           |           | 8         |           |           | 4         | 7         | DNF       | 8         | 9         |
| Brittiska mästerskapen | 12        | 7         | 6         | 4         |           |           |           |           |           |           |           |           |           |           |           |           | –         |           |           |
| UCI World Cup          | X         | X         | –         | 17        | X         | X         | X         | X         | 7         | 11        | 10        | 5         | 4         | 5         | 7         | 9         | 37        | 7         | 24        |
| Superprestige          | X         | X         | X         | X         | X         | X         | X         | X         | X         | X         | X         | X         | X         | X         | X         | 5         | 9         | 14        | 20        |
| Trofee veldrijden      | X         | X         | X         | X         | X         | X         | X         | 6         | 32        |           |           | 7         |           |           | 4         |           | 41        | 4         | 13        |
| UCI:s världsranking    | X         | X         | X         | 22        | 8         | 6         | 3         | 4         | 8         | 10        | 7         | 4         | 2         | 2         | 4         | 9         | 27        | 5         | 19        |

X = Ej avhållen     DNF = Fullföljde ej

## Meriter – landsväg
| 2005 5:a i linjelopp vid Brittiska mästerskapen 2006 8:a i Holland Hills Classic 8:a i linjelopp vid Brittiska mästerskapen | 2007 Vinnare av bergspristävlingen i Tour de Bretagne Féminin 3:a i linjelopp vid Brittiska mästerskapen 2008 7:a i linjelopp vid Brittiska mästerskapen |